# Jean-Baptiste Loeillet
Jean-Baptiste Loeillet (Lœillet in francese; Gand, 18 novembre 1680 – Londra, 19 luglio 1730) è stato un compositore e musicista belga.

## Biografia
Studiò musica dapprima nella Cattedrale di Gand e successivamente a Parigi. 
Nei primi anni del XVIII secolo si recò a Londra,  dove suonò nella Drury Lane Orchestra, diventò primo oboista del
Queen's Theatre di Haymarket, flautista nell'orchestra del teatro dell'opera e ottenne l'incarico di insegnante di flauto, oltreché di clavicembalo.
Il suo soprannome fu London Loeillet per distinguerlo da un altro famoso compositore, il suo primo cugino Jean Baptiste Loeillet di Gand; anche suo fratello minore Jacques Loeillet, fu un compositore.
A Londra, il suo cognome veniva talvolta indicato come "Lully" o "Lullie", ma non c'era nessuna parentela con Jean-Baptiste Lully, il compositore francese di origini italiane.
Le sue opere sono state pubblicate da John Walsh a Londra con il nome di John Loeillet.
Diffuse negli ambienti musicali londinesi alcune musiche innovative, come quella di Arcangelo Corelli.
Ha avuto successo come musicista e come insegnante di clavicembalo e ha tenuto incontri musicali ogni settimana a casa sua. Le sue esibizioni furono ben accolte a Londra.
Secondo il New Penguin Dictionary of Music, ha contribuito a rendere popolare il flauto in Inghilterra. 
Intorno al 1712 pubblicò una raccolta di Lesons for harpsichord e, dal 1722 al 1729, diverse raccolte di sonate.
È morto a Londra.
Tra le sue composizioni, annoveriamo: Sonate a tre per flauto, oboe e basso, Sonate per flauto, Lesons for harpsichord.